# Pirttijärvi och Riihijärvi
Pirttijärvi och Riihijärvi är en sjö i kommunerna Jämsä och Kuhmois i landskapet Mellersta Finland i Finland. Sjön ligger 80,1 meter över havet. Arean är 1,55 kvadratkilometer och strandlinjen är 15,28 kilometer lång. Sjön  ingår i Kymmene älvs huvudavrinningsområde.  Den ligger omkring 63 kilometer sydväst om Jyväskylä och omkring 170 kilometer norr om Helsingfors. 
Sjön består av tre delsjöar, Riihijärvi i väster, Kaijanjärvi i mitten och Pirttijärvi i öster. Vattnet rinner åt öster, från bland andra sjön Pälämä och sedan ut i Lehmäjärvi och Kapalojärvi och vidare till Päijänne. I sjön finns öarna Muurajaissaari och Papanasaari. 